# Marc Francina
Marc Francina (* 2. Februar 1948 in Évian-les-Bains; † 26. Oktober 2018 ebenda) war ein französischer Politiker der Républicains.

## Leben
Francina war vor seiner politischen Karriere als Bankangestellter einer regionalen Bank tätig. Er war von 2003 bis 2017 Abgeordneter in der Nationalversammlung.